# Сутягина, Наталья Викторовна
Наталья Викторовна Сутягина (род. 17 января 1980 года, Пенза) — российская пловчиха, чемпионка Европы 2004, специализировалась на дистанциях 50 и 100 метров баттерфляем.

## Биография
Наталья родилась и выросла в Пензе. Окончила Пензенский государственный педагогический университет. Начала заниматься плаванием в 1985 году.

## Карьера
В 1996 году дебютировала в сборной команде России по плаванию. В 1999 году получила звание мастера спорта международного класса.
Чемпионка Европы (2004) в плавании на 50 м. Бронзовый призёр чемпионатов Европы (1999—2001), Всемирной универсиады (2001), чемпионка России (2000—2008), победительница Кубка России (2000, 2002, 2003, 2005), рекордсменка России на дистанциях 50 и 100 м баттерфляем. Участница чемпионатов мира 2001, 2003, 2005, 2007 (13 место) годов.
Участница Олимпиады в Сиднее 2000 года (11 место), в Афинах 2004 года (16 место) и в Пекине 2008 года (13 место).
Закончила спортивную карьеру в 2009 году в звании заслуженного мастера спорта.